# アルキメデ・モルレオ
アルキメデ・モルレオ（Archimede Morleo, 1983年9月26日 - ）は、イタリア・プッリャ州メザーニェ 出身のサッカー選手。現在は無所属。ポジションはDF（左サイドバック）。

## 経歴
出身地プッリャ州のクラブUSレッチェのユース出身であるが、トップチームでプレーすることなくセリエC1やセリエC2のクラブで経験を積む。2008-09シーズン、FCクロトーネの昇格に貢献し、翌年セリエBデビュー。
2010年夏、セリエAのボローニャFCへ共同保有で移籍。2011年6月にはボローニャが残りの保有権も買い取り、完全移籍となった。2014年にはキャプテンを務め、6年間の在籍でリーグ戦130試合以上に出場した。
2017年1月3日、セリエBのFCバーリ1908と1年半の契約を締結した。2017-18シーズン終了後のクラブ破産に伴いフリーとなった。